# Inmigración iraní en los Estados Unidos
Los estadounidenses iraníes son ciudadanos estadounidenses de ascendencia iraní o que tienen la ciudadanía iraní. Los estadounidenses de origen iraní se encuentran entre las personas más educadas de los Estados Unidos. Históricamente se han destacado en distintos ámbitos como los negocios, la educación, la ciencia, la medicina, la educación, las artes y el entretenimiento.
La mayoría de los estadounidenses iraníes llegaron a los Estados Unidos después de 1979, como resultado de la revolución iraní y la caída de la monarquía persa, y más del 40% se instaló en el estado de California, específicamente en Los Ángeles. Al no poder regresar a Irán, han creado muchos enclaves étnicos distintos, como la comunidad iraní de Los Ángeles, llamada Tehrangeles. La comunidad iraní estadounidense se ha vuelto exitosa, y muchos se han convertido en médicos, ingenieros, abogados y empresarios tecnológicos.
Según un anuncio de 2012 de la Organización Nacional de Registro Civil, una organización del Ministerio del Interior de Irán, Estados Unidos tiene el mayor número de iraníes fuera del país. En el año 2021, el Ministerio de Relaciones Exteriores de Irán publicó nuevas estadísticas que muestran que 1.500.000 iraníes nacidos en Irán viven en los Estados Unidos según los datos más recientes. Sin embargo, este número solo representa la población nacida en Irán que se mudó a los Estados Unidos. En algún momento y no incluye el número de iraníes nacidos en los Estados Unidos otros grupos con antepasados iraníes.

## Terminología
El término iraní-estadounidense en ocasiones se utiliza indistintamente con el persa-estadounidense, parte debido al hecho que, en el mundo occidental, Irán era conocido como "Persia". En el Nouruz del año de 1935, Reza Shah Pahlavi pidió a los delegados extranjeros que utilizaran el término Irán, el endónimo del país utilizado desde el Imperio Sasánida, en la correspondencia formal. Desde entonces, el uso de la palabra "Irán" se ha vuelto más común en los países occidentales. Esto también cambió el uso de los términos para la nacionalidad iraní, y el adjetivo común para los ciudadanos de Irán cambió de "persa" a "iraní". En el año 1959, el gobierno de Mohammad Reza Pahlavi, hijo de Reza Shah Pahlavi, anunció que tanto "Persia" como "Irán" podrían usarse oficialmente de manera intercambiable.  El tema todavía se debate hoy.
Existe una tendencia entre los iraníes-estadounidenses a clasificarse a sí mismos como "persas" en lugar de "iraníes", principalmente para disociarse del régimen islámico de Irán, que ha estado a cargo desde la Revolución de 1979, y también para distinguirse como de etnia persa, que comprende aproximadamente el 65% de la población de Irán. Si bien la mayoría de los iraníes-estadounidenses provienen de antecedentes persas, hay un número significativo de iraníes no persas como los azeríes y los kurdos dentro de la comunidad iraní-estadounidense, liderando algunos estudiosos creen que la etiqueta "iraní" es más inclusiva, ya que la etiqueta "persa" excluye a las minorías no persas.

## Historia

### Historia temprana
Uno de los primeros iraníes registrados que visitó América del Norte fue Martin el Armenio, un cultivador de tabaco iraní-armenio que se estableció en Jamestown, Virginia en 1618. Mirza Mohammad Ali, también conocido como Hajj Sayyah, era un iraní que llegó a Norteamérica en el siglo XIX. Se sintió inspirado a viajar por el mundo debido a la contradicción entre los ideales democráticos sobre los que leyó y cómo sus compañeros iraníes eran tratados por sus líderes. Comenzó sus viajes a los 23 años en busca de conocimiento, experimentar la vida de otros y usar ese conocimiento para ayudar con el progreso de Irán. Su estadía en los Estados Unidos duró 10 años y viajó por todo el país desde Nueva York, en el este, hasta San Francisco, en el oeste. Conoció a una variedad de figuras estadounidenses influyentes, incluido el presidente Ulysses S. Grant, quien se reunió con él en varias ocasiones. El 26 de mayo de 1875, Hajj Sayyah se convirtió en el primer iraní en convertirse en ciudadano estadounidense. Fue encarcelado a su regreso a Irán por oponerse a las condiciones de vida allí. Miró a los Estados Unidos para protegerlo, pero fue en vano. Durante el período pico de emigración mundial a los Estados Unidos (1842-1903), se sabía que solo 130 ciudadanos iraníes habían inmigrado al país.

### Primera fase de emigración
La primera ola de migración iraní a los Estados Unidos ocurrió desde finales de la década de 1940 hasta 1977, o 1979. Estados Unidos era un destino atractivo para los estudiantes, ya que las universidades estadounidenses ofrecían algunos de los mejores programas en ingeniería y otros campos, y estaban ansiosas por atraer estudiantes de países extranjeros. Los estudiantes iraníes, la mayoría de los cuales habían aprendido el idioma inglés como segunda lengua en Irán antes de emigrar, eran muy deseables como nuevos estudiantes en los colegios y universidades de los Estados Unidos. A mediados de la década de 1970, casi la mitad de todos los estudiantes iraníes que estudiaron en el extranjero lo hicieron en los Estados Unidos. Para 1975, las cifras del censo anual de estudiantes extranjeros del Instituto de Educación Internacional enumeraban a los estudiantes iraníes como el grupo más grande de estudiantes extranjeros en los Estados Unidos, lo que representa un total del 9% de todos los estudiantes extranjeros en el país. A medida que la economía iraní siguió aumentando de manera constante en la década de 1970, permitió que muchos más iraníes viajaran al extranjero libremente. Como consecuencia, el número de visitantes iraníes a los Estados Unidos también aumentó considerablemente, de 35.088 en 1975 a 98.018 en 1977. Durante el año académico 1977-78, de alrededor de 100.000 estudiantes iraníes en el extranjero, 36.220 estaban matriculados en instituciones estadounidenses de educación superior. Durante el año académico 1978-1979, en vísperas de la revolución, el número de estudiantes iraníes matriculados en instituciones estadounidenses aumentó a 45.340, y en 1979-1980, ese número alcanzó un máximo de 51.310. En ese momento, según el Instituto de Educación Internacional, se matricularon más estudiantes de Irán en universidades estadounidenses que de cualquier otro país extranjero. El patrón de migración iraní durante esta fase generalmente solo involucró a individuos, no a familias enteras. Debido a la creciente demanda de Irán de trabajadores educados en los años previos a la revolución, la mayoría de los estudiantes iraníes en Estados Unidos tenían la intención de regresar a casa después de graduarse para trabajar, especialmente aquellos que habían recibido ayuda financiera del gobierno iraní o de la industria en condición de volver a aceptar trabajos al graduarse. Debido a los drásticos eventos de la Revolución iraní de 1979, los estudiantes terminaron quedándose en Estados Unidos como refugiados. Estos varios miles de visitantes y estudiantes se convirtieron involuntariamente en la base de las redes culturales, económicas y sociales que permitirían la inmigración a gran escala en los años siguientes.

### Segunda fase
La segunda fase de la migración iraní comenzó inmediatamente antes y después de la Revolución iraní de 1979 y el derrocamiento del Shah Mohammad Reza Pahlavi, y se volvió significativa a principios de la década de 1980. Como escribe Ronald H. Bayor, "La Revolución de 1979 y la guerra de 1980-1988 con Irak transformaron la estructura de clases de Irán, política, social y económicamente". La revolución cambió drásticamente el patrón y la naturaleza de la emigración iraní a los Estados Unidos, mientras que la guerra Irán-Irak que siguió después fue también otro factor que obligó a muchas de las familias mejor educadas y más ricas al exilio en los Estados Unidos. y otros países. Una vez que fue básicamente un problema de fuga de cerebros durante el período Pahlaví, ahora era predominantemente una emigración involuntaria de un número relativamente grande de familias de clase media y alta, incluido el movimiento de una cantidad considerable de riqueza. Durante y después de la revolución, la mayoría de los estudiantes iraníes en los Estados Unidos no regresaron a Irán, y los que lo hicieron fueron gradualmente expulsados por el gobierno de la recién establecida República Islámica de Irán. Muchos estudiantes que se graduaron en el extranjero después de la revolución tampoco regresaron debido a la represión del clero gobernante. Como resultado, la élite educada que abandonó Irán después de la revolución, y los nuevos graduados en los Estados Unidos que optaron por no regresar a casa, crearon un gran grupo de profesionales iraníes altamente capacitados y capacitados en los Estados Unidos. Para 2002, se estima que entre 1,5 y 2,5 millones de iraníes vivían en el extranjero, principalmente en América del Norte y Europa, debido a las prácticas autoritarias del gobierno islámico.
Otro aspecto notable de la migración en esta fase es que los miembros de minorías religiosas y étnicas estaban comenzando a tener una representación desproporcionada entre la comunidad iraní estadounidense, sobre todo baháʼís, judíos, armenios y asirios. Según el censo de los Estados Unidos de 1980, había 123.000 estadounidenses de ascendencia iraní en ese momento. Entre 1980 y 1990, el número de personas nacidas en el extranjero de Irán en los Estados Unidos aumentó en un 74%.
Esta revolución provocó un cambio drástico en la cultura iraní. Irán ya no era un país próspero. Esta es parte de la razón por la que tantos iraníes comenzaron a huir a los Estados Unidos.

### Período contemporáneo
La tercera fase de la inmigración iraní comenzó en 1995 y continúa hasta el presente. Según el censo de Estados Unidos de 2000, había 283.225 personas nacidas en Irán en Estados Unidos. Según el mismo censo de Estados Unidos de 2000, había 385,488 estadounidenses de ascendencia iraní en ese momento. La estimación de la Encuesta sobre la Comunidad Estadounidense (ACS) de 2011 encontró que hay 470,341 estadounidenses con ascendencia iraní total o parcial.  Sin embargo, la mayoría de los expertos creen que se trata de un problema de subrepresentación debido al hecho de que "muchos miembros de la comunidad se han mostrado reacios a identificarse como tales debido a los problemas entre Irán y los Estados Unidos en las últimas dos décadas". y también porque muchos eran minorías étnicas (judíos, armenios y asirios iraníes) que, en cambio, se identifican como el grupo étnico del que forman parte y no como iraníes. Muchas organizaciones, medios de comunicación y académicos iraníes y no iraníes dan estimaciones de 1.000.000 y más. Kenneth Katzman, especialista en asuntos de Oriente Medio y parte del Servicio de Investigación del Congreso, estimó en diciembre de 2015 el número en más de 1.000.000. Paul Harvey y Edward Blum de la Universidad de Colorado y la Universidad de San Diego en 2012 estimaron su número en 1.000.000, así como en Al-Jazeera. Según la PAAIA (Alianza de Asuntos Públicos de Iraníes Estadounidenses), las estimaciones oscilan entre 500.000 y 1.000.000, cifras respaldadas también por Ronald H. Bayor del Instituto de Tecnología de Georgia . The Atlantic declaró que se estimaba que había 1.500.000 iraníes en los Estados Unidos en 2012. La sección de intereses iraníes en Washington D. C., en 2003 afirmó tener información de pasaportes de aproximadamente 900.000 iraníes en los Estados Unidos.
Actualmente, los Estados Unidos contienen el mayor número de iraníes fuera de Irán. La comunidad iraní-estadounidense ha producido personas notables en muchos campos, incluida la medicina, la ingeniería y los negocios.

## Logros
En Los Ángeles, los persas se han convertido en el grupo étnico más grande en una gran cantidad de los enclaves más ricos de Los Ángeles, incluidos Bel Air, Beverly Hills, Tarzana, Encino y Woodland Hills.
La revolución iraní provocó que muchos iraníes huyeran a Estados Unidos, donde, cuarenta años después, los inmigrantes iraníes se han convertido en una fuerza importante en Silicon Valley como inversores, ejecutivos y creadores. Los iraníes han sido fundadores o altos ejecutivos de eBay, Oracle, World of Warcraft, Google, Dropbox, YouTube, Uber, Expedia, Twitter y otras corporaciones importantes.
Después de encuestar a las empresas Fortune 500, los investigadores del MIT descubrieron que 50 iraníes estadounidenses ocupaban puestos de liderazgo senior en empresas con más de $200 millones de dólares estadounidenses en valor de activos.[cita requerida]
Los iraníes tienen el porcentaje más alto de maestrías que cualquier otro grupo étnico en los Estados Unidos de América.
Los iraníes también han desempeñado un papel importante en el sistema educativo estadounidense con más de 500 profesores iraní-estadounidenses que enseñan en universidades estadounidenses prestigiosas de primer nivel, que incluyen el Instituto de Tecnología de Massachusetts, Harvard, Yale, Princeton, Berkeley, UCLA y Stanford.
Un grupo de filántropos iraníes construyeron la escultura Freedom en Century City en honor al artefacto persa Cyrus Cylinder.

## Demografía

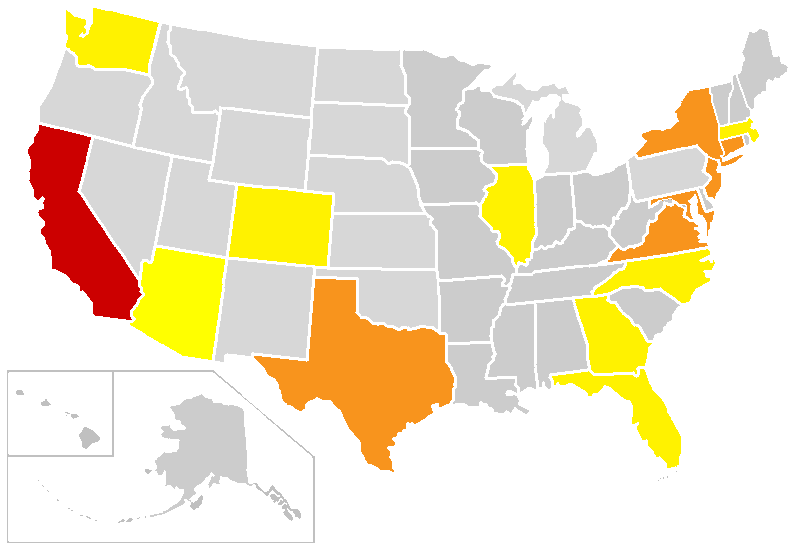
Estimación de la distribución de la población relativa de los estadounidenses iraníes de primera y segunda generación que viven en los Estados Unidos por porcentaje de la población total.
> 49% de todos los iraníes
Naranja: 6%-9% de todos los iraníes
Amarillo: 2%-5% de todos los iraníes
Gris oscuro: < 1% pero con una población notable

Aunque los iraníes han vivido en los Estados Unidos en cantidades relativamente pequeñas desde la década de 1930, una gran cantidad de iraníes-estadounidenses inmigraron a los Estados Unidos después de la Revolución iraní de 1979. Los datos sobre este grupo están bien documentados por los Servicios de Ciudadanía e Inmigración de los Estados Unidos (USCIS). Según el Censo de los Estados Unidos del año 2000, había 385,488 estadounidenses de ascendencia iraní en ese momento. En la ACS de 2011, el número de estadounidenses de ascendencia iraní total o parcial ascendió a c. 470 341. 

### Población
Los datos federales sobre los estadounidenses iraníes en el censo decenal no se basan en la raza, sino en la ascendencia, que es recopilada por la Encuesta sobre la Comunidad Estadounidense (ACS) anual. Los datos sobre la ascendencia iraní de la ACS anual están disponibles en el sitio web American Factfinder de la Oficina del Censo. Racialmente, en el censo, los estadounidenses iraníes se clasifican como un grupo estadounidense blanco.
La mayoría de los expertos creen que el número insuficientemente representado de estadounidenses iraníes en la AEC es un problema debido al hecho de que "muchos miembros de la comunidad se han mostrado reacios a identificarse como tales debido a los problemas entre Irán y Estados Unidos en las últimas dos décadas". Muchas organizaciones, medios de comunicación y académicos iraníes y no iraníes dan estimaciones de 1.000.000 y más. Kenneth Katzman, especialista en asuntos de Oriente Medio y parte del Servicio de Investigación del Congreso, estima su número en más de 1.000.000 (publicado en diciembre de 2015). Los historiadores Paul Harvey y Edward Blum estiman su número en 1.000.000 (publicado en 2012), así como en Al-Jazeera. Según la PAAIA (Alianza de Asuntos Públicos de Iraníes Estadounidenses), las estimaciones oscilan entre 500.000 y 1.000.000, cifras respaldadas por Ronald H. Bayor del Instituto de Tecnología de Georgia. The Atlantic, en 2012, declaró que se estima que hay 1.500.000 iraníes en Estados Unidos. La sección de intereses iraníes en Washington D. C., en 2003, afirmó tener información sobre los pasaportes de aproximadamente 900.000 iraníes en Estados Unidos.
Según una investigación realizada por el Grupo de Estudios Iraníes, una organización académica independiente del Instituto Tecnológico de Massachusetts (MIT), los estadounidenses iraníes son probablemente mucho más numerosos en los Estados Unidos de lo que indican los datos del censo. El grupo estima que el número de estadounidenses iraníes en el país puede haber superado los 691.000 en 2004, más del doble de la cifra de 338.000 citada en el censo de 2000 de Estados Unidos.
Aproximadamente la mitad de los iraníes del país residen solo en el estado de California. Otras comunidades grandes incluyen Nueva York / Nueva Jersey, que tienen el 9,1% de la población iraní de los Estados Unidos, Seguida de Washington D. C. / Maryland / Virginia (8,3%) y Texas (6,7%).
Aproximadamente entre 6.000 y 10.000 estadounidenses iraníes residen en la ciudad de Chicago, mientras que hasta 30.000 residen en el área metropolitana de Chicago . Parte de esta población es asiria iraní.
Se dice que Kings Point, Nueva York, una aldea en Great Neck, Nueva York, tiene la mayor concentración de iraníes en los Estados Unidos (casi el 30%). Sin embargo, a diferencia de la población de Los Ángeles, la población de Great Neck es casi exclusivamente de origen judío-persa.
La ciudad de Nashville, Tennessee tiene la población kurda más grande de los Estados Unidos, y muchos de ellos provienen de Irán.

#### Centros importantes de población persa

##### California

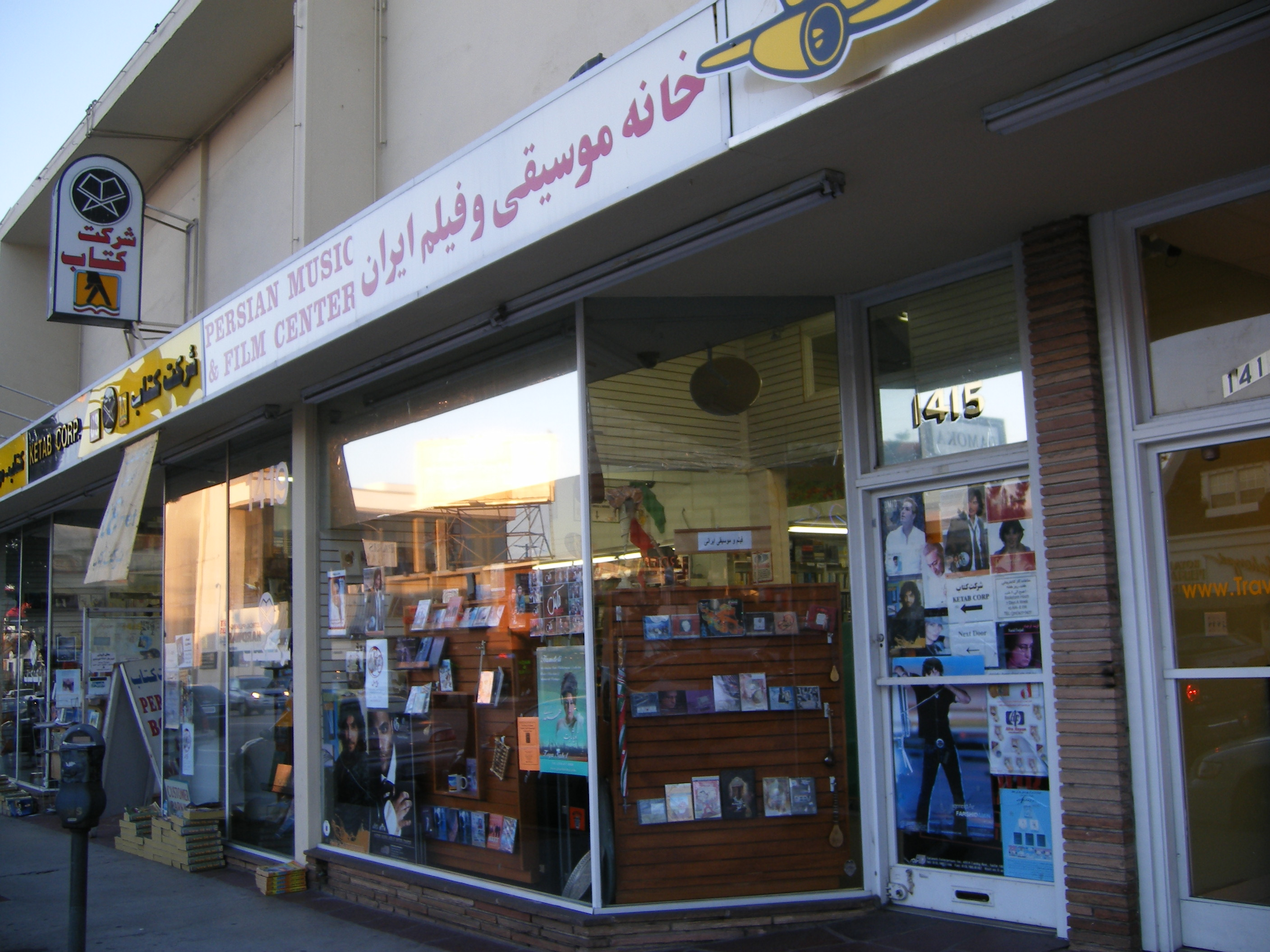
El área metropolitana de Los Ángeles tiene la mayor concentración de estadounidenses de origen iraní. Un área a lo largo de Westwood Boulevard en Los Ángeles ha sido oficialmente designada Plaza Persa por la ciudad.

Se cree ampliamente que la mayoría de los iraníes-estadounidenses en los Estados Unidos están agrupados en las grandes ciudades de California, a saber, el Gran Los Ángeles, el Área de la Bahía de San Francisco, San Diego, Sacramento y Fresno. Según datos del censo de Estados Unidos extrapolados y otros estudios independientes realizados por los propios iraníes-americanos en 2009, había un estimado de un millón de iraníes-estadounidenses que viven en los EE. UU., con la mayor concentración-cerca de 300.000 personas que viven en el área de Los Área de Ángeles. Por esta razón, el área de Los Ángeles, con sus residentes iraníes estadounidenses, a veces se conoce como "Tehrangeles" o "Pequeña Persia" entre los iraníes estadounidenses. En cuanto a los iraníes-estadounidenses de origen armenio, el censo de los Estados Unidos de 1980 situó en 52 400 el número de armenios que vivían en Los Ángeles, de los cuales el 71,9 % habían nacido en el extranjero: el 14,7 % en Irán, el 14,3 % en la URSS, el 11,5% en el Líbano, el 9,7% en Turquía, el 11,7% en otros países de Oriente Medio (Egipto, Irak, Israel, etc.), y el resto en otras partes del mundo. Beverly Hills, Irvine y Glendale tienen grandes comunidades de estadounidenses iraníes (gran parte de la población iraní en Glendale es de ascendencia armenia); El 26% de la población total de Beverly Hills es judía iraní, lo que la convierte en la comunidad religiosa más grande de la ciudad.
Los iraníes estadounidenses han formado enclaves étnicos en muchos vecindarios ricos, principalmente en el área metropolitana de Los Ángeles. En Los Ángeles, los iraníes se concentraron en Tarzana, West Hills, Hidden Hills, Woodland Hills, Beverly Hills, Calabasas, Brentwood y Rancho Palos Verdes. Tarzana tiene la mayor concentración de iraníes en el condado de Los Ángeles.
Los iraníes de segunda generación ubicados fuera de estas ciudades concentradas mostraron altas tasas de matrimonio con personas no iraníes y bajas tasas de alfabetización en idioma persa.
| Rango | Ciudades                    | Porcentaje de población de ascendencia persa |
| ----- | --------------------------- | -------------------------------------------- |
| 1     | Beverly Hills               | 20,8%                                        |
| 2     | West Los Ángeles            | 12,2%                                        |
| 3     | Westwood                    | 10,3%                                        |
| 4     | Tarzana, Los Ángeles        | 10,3%                                        |
| 5     | Woodland Hills, Los Ángeles | 8,8%                                         |
| 6     | Bel Air, Los Ángeles        | 8,8%                                         |
| 7     | Century City                | 8,1%                                         |
| 8     | Rancho Palos Verdes         | 3,7%                                         |

En el condado de San Diego, La Jolla se considera un enclave iraní. La aldea de Westlake también tenía una gran población iraní y fue la primera ciudad estadounidense en tener un alcalde iraní estadounidense Iraj Broomand.

##### Texas
Texas también tiene una gran población de ascendencia iraní en su territorio estatal. Y al igual que California, los iraníes en Texas se concentran en las ciudades más grandes del estado. Houston tiene la mayor población de iraníes y expatriados iraníes, con un estimado de 70.000 residentes (50.000 en 1994 ), principalmente debido al Texas Medical Center y la presencia de grandes empresas de energía. Houston contiene un distrito de negocios persa que incluye tiendas y restaurantes que ha sido apodado "Little Persia" por Houston Press. Hay muchos zoroastrianos iraníes y baháʼís viviendo allí.
Algunos de los residentes más conocidos del área de Houston en el pasado o en el presente son Jasmin Moghbeli, Susan Roshan, Shawn Daivari, Farinaz Koushanfar y Kavon Hakimzadeh (capitán del portaaviones naval USS Harry Truman ). Ibrahim Yazdi se graduó de Baylor College of Medicine y Kamal Kharazi también es alumno de la Universidad de Houston . Hushang Ansary, un filántropo activo, ha sido un "benefactor fundador" del Museo de Bellas Artes de Houston . La Biblioteca Presidencial George Bush tiene una galería que lleva su nombre. Los iraníes en Houston fueron el centro de atención en particular cuando la estudiante y activista iraní Gelareh Bagherzadeh fue asesinada en la ciudad texana de Houston en el año 2012. El perpetrador, Ali Irsan, fue posteriormente declarado culpable y condenado a muerte por el crimen, un asesinato por honor en represalia contra el aliento de Bagherzadeh a la hija de Irsan para que abandonara el Islam y se casara con un cristiano. El otro iraní notable en Texas que ganó la atención nacional en los últimos años fue Omid Kokabee, de la Universidad de Texas en Austin, quien fue encarcelado en Irán por razones políticas.

Se estima que el área metropolitana de Dallas-Fort Worth tiene más de 30.000 iraníes-estadounidenses. El primer astronauta de Irán, Anousheh Ansari durante muchos años, residió en Plano, Texas, un suburbio de Dallas-Fort Worth. La comunidad iraní de Dallas era lo suficientemente grande e influyente como para recibir al secretario de Estado de Estados Unidos, Mike Pompeo, en una visita privada en abril de 2019. Y se dice que San Antonio y Austin tienen cada uno 3000-5000 residentes iraníes estadounidenses cada uno, que se sienten atraídos principalmente por grandes centros académicos de excelencia como South Texas Medical Center y UT Austin o el clima del área de Texas Hill Country que no es inusual, similar a la región de las montañas Zagros del sur de Irán. La mayor concentración de mandeos de Juzestán fuera del Medio Oriente se encuentra en el área de San Antonio. El Sha de Irán también fue hospitalizado por última vez en el Centro de Cirugía Ambulatoria Wilford Hall de San Antonio en la Base de la Fuerza Aérea Lackland durante sus últimos días. Esta es la misma base que entrenó a muchos pilotos de la Real Fuerza Aérea de Irán antes de la revolución de 1979.

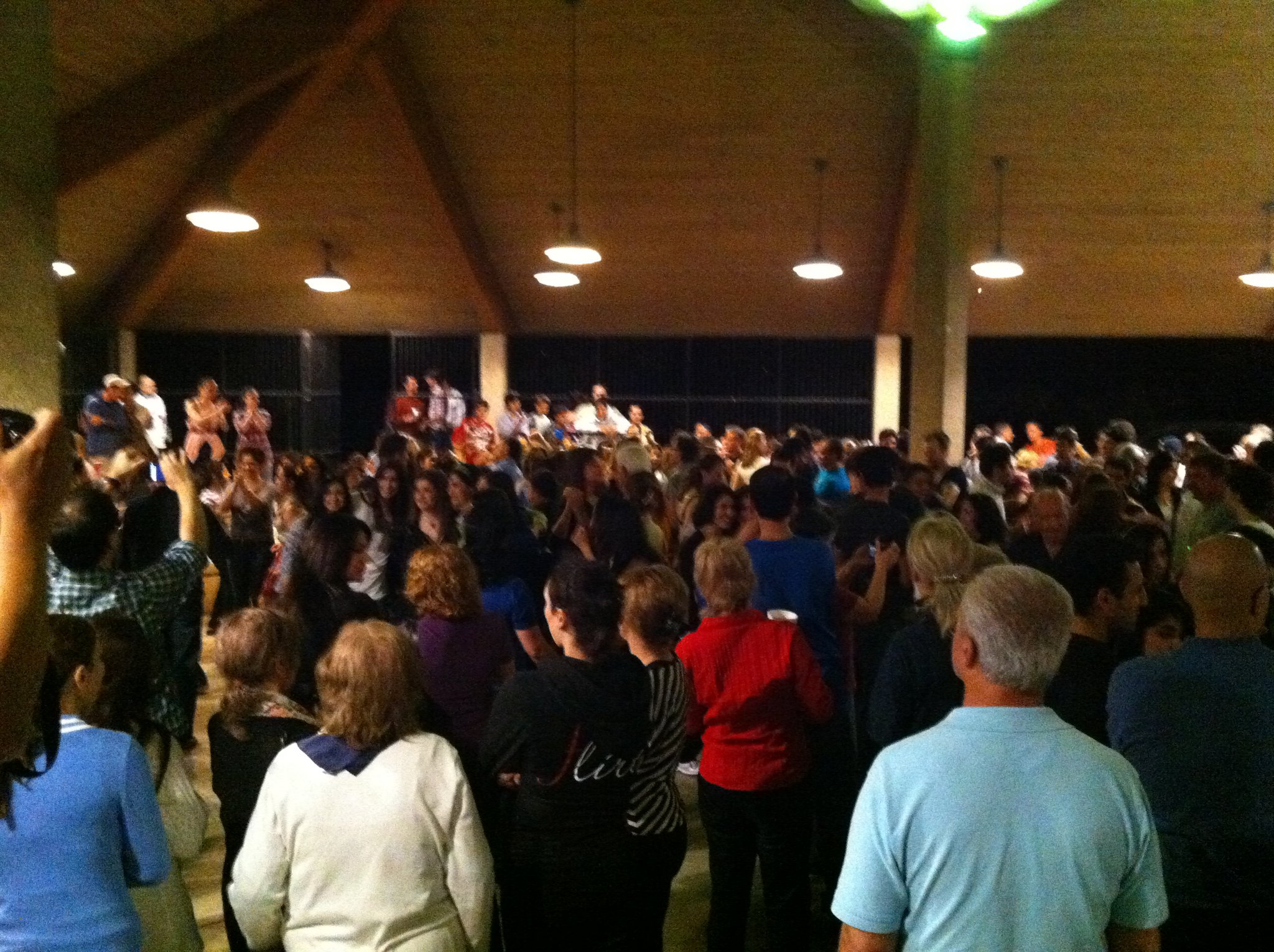
Fiesta pública durante Chaharshanbe Suri en San Antonio.
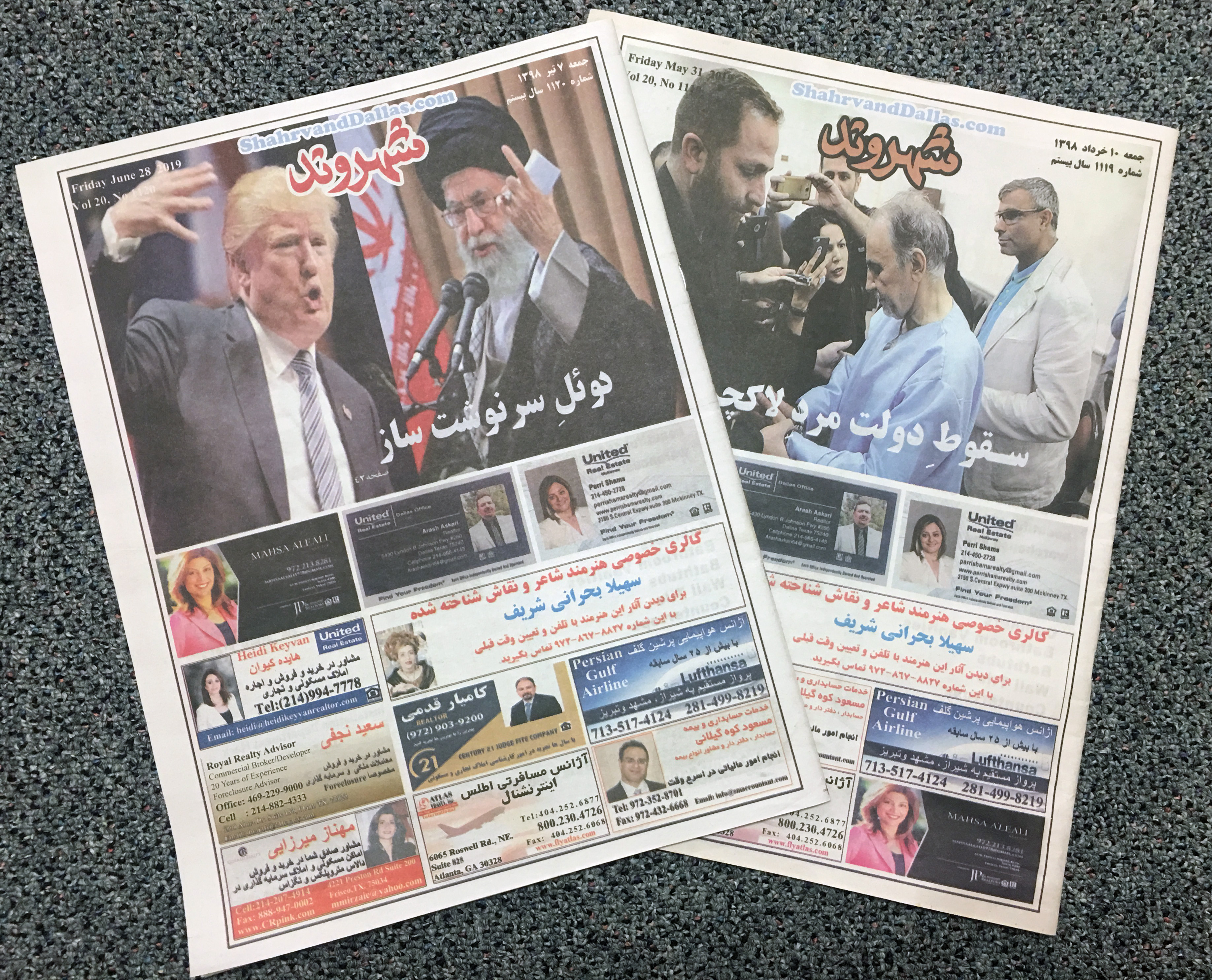
El boletín de Shahrvand se ha publicado en Dallas durante más de 20 años.
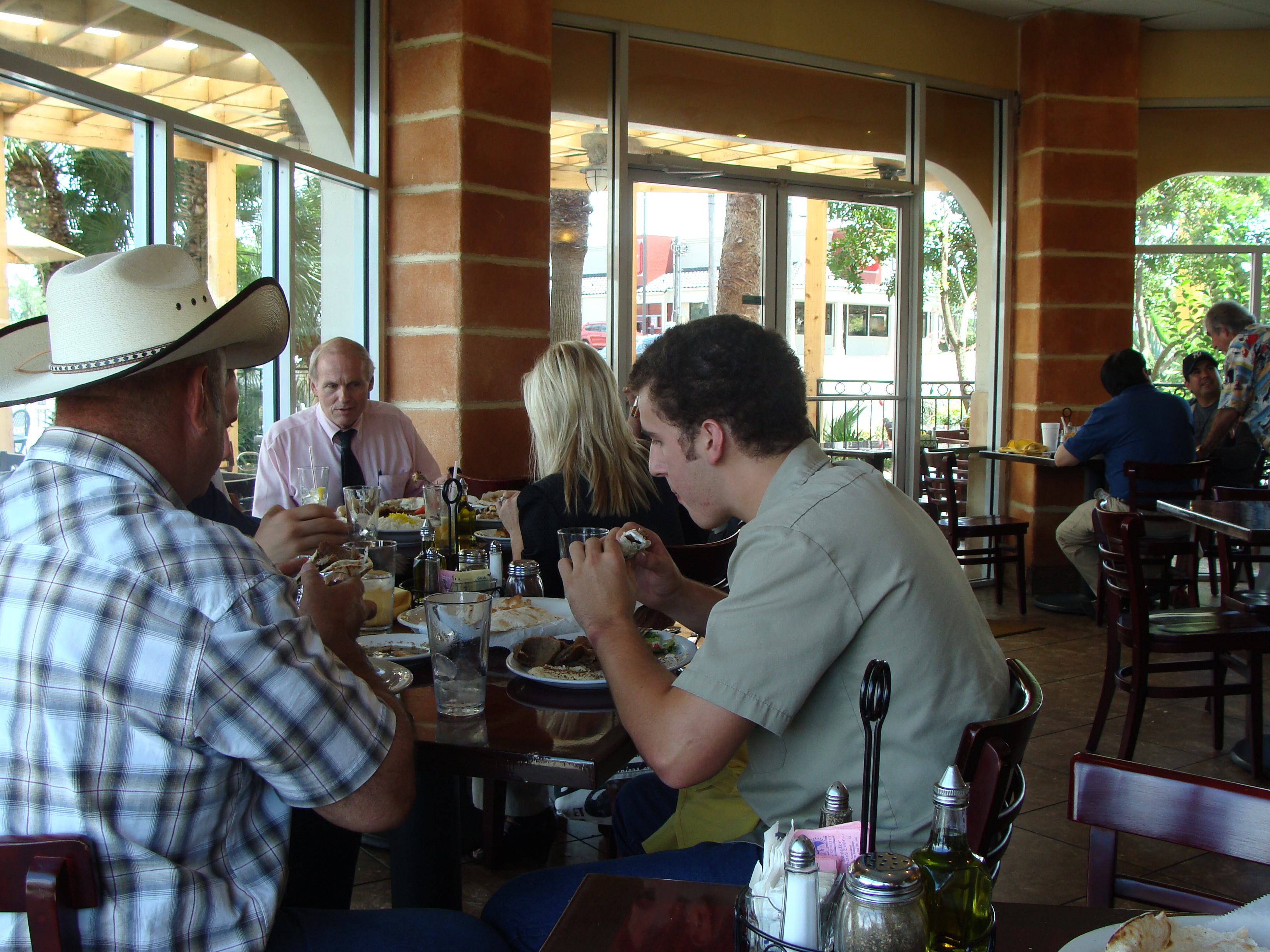
Un restaurante persa popular en el sur de Texas
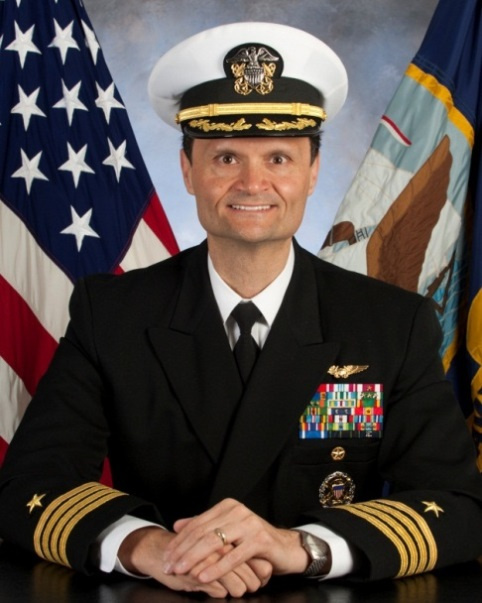
Kavon Hakimzadeh, el capitán del USS Harry Truman, es tejano de nacimiento.

### Religión
Muchos estadounidenses iraníes no son musulmanes debido a la composición religiosa de los que huyen de la Revolución iraní, que incluyó una parte desproporcionada de las minorías religiosas de Irán, así como los solicitantes de asilo ex musulmanes posteriores y otras conversiones fuera del Islam. Muchos estadounidenses iraníes se identifican como irreligiosos o chiitas, pero una quinta parte son cristianos, judíos, baháʼís o zoroastrianos. Además, también hay algunos mandeanos iraníes, pero son muy pequeños en número. Según Pew Research, alrededor del 22% de los que abandonaron el Islam en los Estados Unidos son estadounidenses iraníes.
Una encuesta telefónica nacional de 2012 de una muestra de 400 iraníes estadounidenses, encargada por la Alianza de Asuntos Públicos de Iraníes Estadounidenses y realizada por Zogby Research Services, preguntó a los encuestados cuáles eran sus religiones. Las respuestas se desglosaron de la siguiente manera: musulmanes 31%, ateos/realistas/humanistas 11%, agnósticos 8%, baháʼí 7%, judíos 5%, protestantes 5%, católicos 2%, zoroastrianos 2%, "otros" 15%, y "Sin respuesta" 15%.  La encuesta tuvo una tasa de cooperación del 31,2%.  El margen de error de los resultados fue de +/- 5 puntos porcentuales, con márgenes de error más altos para los subgrupos.  En particular, el número de musulmanes disminuyó del 42% en 2008 al 31% en 2012.
Según Robert D. Putnam de la Universidad de Harvard, el iraní promedio es un poco menos religioso que el estadounidense promedio. En el libro Movimientos sociales en el Irán del siglo XX: cultura, ideología y marcos de movilización, el autor Stephen C. Poulson agrega que las ideas occidentales están volviendo irreligiosos a los iraníes.
Existen diferencias religiosas y etnolingüísticas entre los grupos musulmán, judío, baháʼí, zoroástrico, cristiano, armenio, azerbaiyano, kurdo y asirio . Calcular el porcentaje de cristianos iraníes-estadounidenses es difícil porque la mayoría de los cristianos iraníes son de origen armenio o asirio; y, además de identificarse como iraníes, algunos de ellos también se identifican fuertemente como armenios o asirios, en lugar de (o aparte de) iraníes.

### Etnicidad
La mayoría de los iraníes-estadounidenses son étnicos persas, con considerables minorías étnicas siendo iraní azerbaiyanos, armenios iraníes, judíos iraníes, kurdos iraníes, asirios iraníes, Irán Turkmenistán, Irán Baloch, árabes iraníes, entre otros.
Según Hakimzadeh y Dixon, los miembros de minorías religiosas y étnicas como baháʼís, judíos, armenios y asirios estaban desproporcionadamente representados entre los primeros exiliados de la revolución de 1978-1979.

### Ciudadanía
Según el DHS, en 2015, 13,114 personas nacidas en Irán recibieron tarjetas de residencia, mientras que 13,298 recibieron una en 2016. En 2015, 10,344 iraníes se naturalizaron, con 9,507 más en 2016 Casi todos los iraníes que residen en los Estados Unidos son ciudadanos (81%) o residentes permanentes (15%) de los Estados Unidos (encuesta de 2008). Los iraníes-estadounidenses consideran su cultura y herencia como un componente importante de su vida cotidiana y su identidad general dentro de los Estados Unidos.

## Integración
Tradicionalmente se utilizan cuatro puntos de referencia para medir la asimilación: dominio del idioma, matrimonios mixtos, concentración espacial y estatus socioeconómico.[cita requerida] Según estos criterios, se puede determinar con un grado significativo de confianza que la comunidad iraní-estadounidense ha logrado avances significativos en la asimilación exitosa a una nueva cultura y forma de vida. Según una encuesta encargada por la Alianza de Asuntos Públicos de Iraníes Estadounidenses (PAAIA) en 2008, solo el 21 por ciento de los iraníes estadounidenses informaron interactuar principalmente con otros iraníes estadounidenses fuera de su lugar de trabajo, lo que demuestra que la mayoría de ellos se han integrado con éxito en la sociedad estadounidense.
La tasa de matrimonios mixtos es muy alta entre los estadounidenses iraníes. Se ha estimado que casi el 50 por ciento de los iraníes-estadounidenses que se casaron entre 1995 y 2007 se casaron con estadounidenses no iraníes. Además, las investigaciones han indicado que los iraní-estadounidenses que son musulmanes están más abiertos a los matrimonios mixtos que los que son miembros de minorías religiosas o étnicas, como los judíos y los armenios. En comparación con los hombres, es menos probable que las mujeres iraníes se mezclen o se casen con personas ajenas a su grupo, lo que, según la PAAIA, es probable que se deba a que, como grupo, es más probable que se adhieran a los valores tradicionales iraníes, incluidos los matrimonios aprobados por sus familias y están dentro de las normas culturales iraníes. Con respecto al dominio del idioma en los Estados Unidos entre sus grupos de inmigrantes, la primera generación habla principalmente su idioma nativo, la segunda generación habla tanto inglés como el idioma de sus padres, y la tercera generación típicamente habla solo inglés, manteniendo el conocimiento de algunas palabras aisladas y frases de su lengua ancestral. La comunidad iraní estadounidense sigue este patrón.

### Alcance comunitario
Camp Ayandeh, patrocinado anualmente por las Alianzas Iraníes a Través de las Fronteras (IAAB), ha atraído a niños de la diáspora iraní de múltiples naciones con la intención de unir a la juventud iraní tras la migración masiva tras la caída del Sha.

### Educación
Según Bayor, desde el principio, los inmigrantes iraníes se diferenciaron de los demás inmigrantes por sus altos logros educativos y profesionales. Según el censo de 2000, el 50,9 por ciento de los inmigrantes iraníes han obtenido una licenciatura o un título superior, en comparación con un promedio nacional del 28,0 por ciento. Según los últimos datos del censo disponibles, más de uno de cada cuatro iraníes-estadounidenses tiene una maestría o un doctorado, la tasa más alta entre los 67 grupos étnicos estudiados.
Un estudio de 1990 de la Universidad de California en Los Ángeles mostró que, en virtud de la educación y la ocupación, los nativos y los armenio-estadounidenses de origen iraní "tienden a tener el nivel socioeconómico más alto ... mientras que los de Turquía tienen el más bajo", aunque los turcos Los armenios cuentan con la tasa más alta de trabajo por cuenta propia. En 1988, un artículo del New York Times afirmó que los armenios del Medio Oriente, que incluyen a los armenios de Irán, prefirieron establecerse en Glendale, California, mientras que los inmigrantes armenios de la Unión Soviética se sintieron atraídos por Hollywood, Los Ángeles.
Un estudio sobre estadounidenses de ascendencia armenia mostró que los armenios de Irán (iranio-armenios) son conocidos por su rápida integración en la sociedad estadounidense: por ejemplo, solo el 31% de los armenios estadounidenses nacidos en Irán afirman no hablar bien el inglés, mientras que los armenios de otras naciones demostraron tener menos éxito en la integración.

### Ocupaciones e ingresos
La Administración de Pequeñas Empresas (SBA) realizó un estudio que encontró a los inmigrantes iraníes entre los 20 principales grupos de inmigrantes con la tasa más alta de propiedad comercial, lo que contribuyó sustancialmente a la economía de los Estados Unidos. Según el informe, había 33.570 propietarios de empresas estadounidenses iraníes activos y contribuyentes en los EE. UU., Con una tasa de propiedad empresarial del 21,5%. El estudio también encontró que el ingreso comercial neto total generado por los estadounidenses iraníes fue de $ 2.56 mil millones. Casi uno de cada tres hogares iraní-estadounidenses tiene ingresos anuales de más de $ 100,000 (en comparación con uno de cada cinco para la población general de EE. UU.). Ali Mostasahri, miembro fundador del Grupo de Estudios Iraníes, ofrece una razón para el relativo éxito de los iraníes-estadounidenses en comparación con otros inmigrantes. Él cree que, a diferencia de muchos otros inmigrantes que dejaron sus países de origen debido a dificultades económicas, los iraníes se fueron por razones sociales o religiosas como la revolución de 1979. Aproximadamente el 50 por ciento de todos los estadounidenses iraníes que trabajan tienen ocupaciones profesionales y gerenciales, un porcentaje mayor que cualquier otro grupo en los Estados Unidos (Bayor, 2011).

#### Médicos
Los primeros iraníes en los Estados Unidos. Eran en su mayoría jóvenes en formación que trabajaban como médicos internos o residentes. Algunos se establecieron para continuar la práctica más allá de la etapa de residencia. Sus motivos para extender su estadía en Estados Unidos fueron más profesionales que económicos. Investigadores de la Universidad Johns Hopkins en 1974 informaron, en el Journal of American Medical Association, que, en 1971, el número de médicos iraníes en los Estados Unidos era de 1.625. Los autores estudiaron más a fondo las causas de la inmigración enviando un cuestionario a todos los médicos iraníes en los Estados Unidos. Según los 660 encuestados, las principales razones de la migración fueron dos años de servicio militar obligatorio, salarios bajos en comparación con los de Estados Unidos, viviendas caras y razones sociopolíticas.
En el año 2013, se publicó otro informe, en el Archivo de Medicina Iraní (AIM), que decía que, después de la revolución, el número de graduados de la escuela de medicina iraní en los Estados Unidos había aumentado a 5.045. Los que emigraron a los Estados Unidos después de la revolución de 1979 eran en su mayoría médicos experimentados que vinieron con sus familias y tenían la intención de quedarse de forma permanente. A 2013  , hay 5.050 graduados de escuelas de medicina iraníes en los Estados Unidos.
Antes de la revolución, los 1.626 médicos que emigraron a los Estados Unidos eran el 15% de todos los graduados de las escuelas de medicina iraníes, mientras que los 5.045 graduados en medicina que emigraron después de la Revolución Islámica representan solo el 5% del total de graduados en medicina iraníes. Esto no es indicativo de todo Estados Unidos, simplemente de las áreas en las que se concentra la mayor parte de la población iraní-estadounidense.

## Política

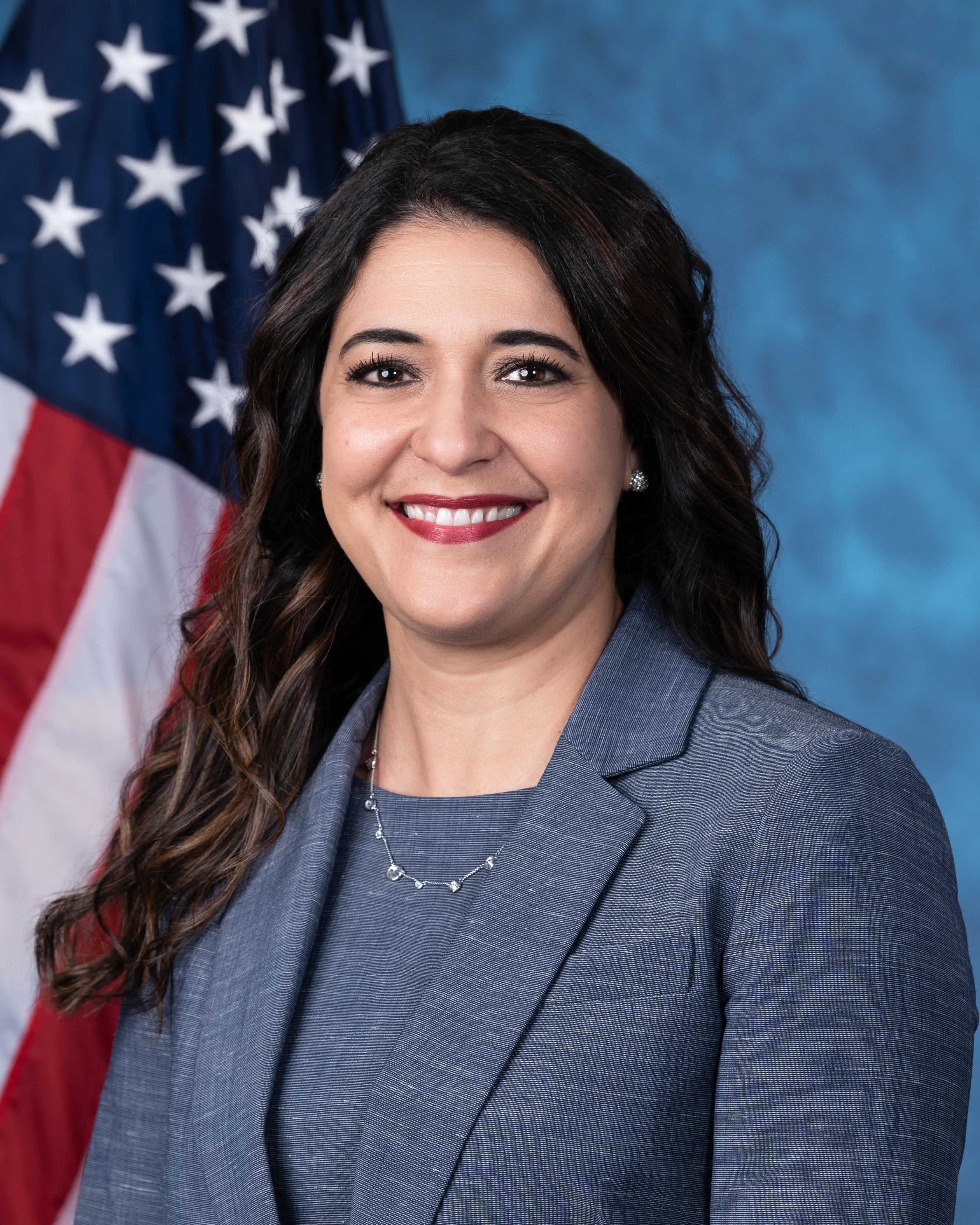
Stephanie Bice, la primera estadounidense iraní elegida al Congreso, del Partido Republicano.

Aunque los iraníes-estadounidenses se han destacado históricamente en los negocios, el mundo académico y las ciencias, tradicionalmente han evitado participar en la política estadounidense u otras actividades cívicas. Los iraníes-estadounidenses no parecen involucrarse en la política estadounidense, como lo demuestran los resultados de encuestas de las grandes ciudades que muestran que solo el 10 por ciento de ellos votó en las elecciones de 2004.
En Los Ángeles, los estadounidenses iraníes pagaron una valla publicitaria para informar a miles de viajeros en la autopista 405 de cómo el régimen iraní había asesinado a diez mil prisioneros políticos.
Una encuesta de Zogby International realizada en agosto de 2008, encargada por la Alianza de Asuntos Públicos de Iraníes Estadounidenses, encontró que aproximadamente la mitad de los iraníes estadounidenses se identificaron como demócratas registrados, en contraste con uno de cada ocho como republicanos y uno de cada cuatro como independientes (2008). Una encuesta de Zogby International de 2019, encargada por PAAIA, encontró que en las elecciones presidenciales de 2016, el 56% de los estadounidenses iraníes encuestados votaron por Hillary Clinton, la candidata demócrata. La encuesta también indica que el 69% de los encuestados iraníes estadounidenses planeaban votar por el candidato demócrata en las elecciones de 2020 .
La misma encuesta de la PAAIA de 2008 indica que más de la mitad de los iraníes estadounidenses citan los problemas internos de Estados Unidos, incluidos los problemas que no son exclusivos de los iraníes estadounidenses, como los más importantes para ellos. En contraste, una cuarta parte de los iraníes estadounidenses citan cuestiones de política exterior que involucran las relaciones entre Irán y Estados Unidos y menos de uno de cada diez cita los asuntos internos de Irán como de mayor importancia para ellos.

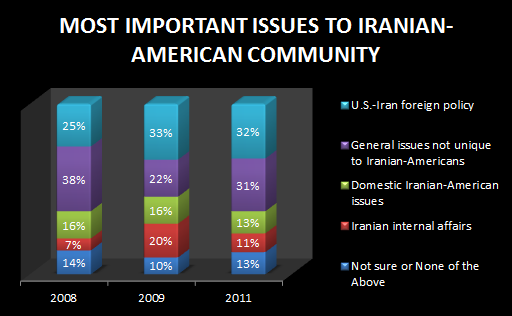
Temas más importantes para la comunidad iraní-estadounidense

Más recientemente, la encuesta de Zogby International de 2019, encargada por la Alianza de Asuntos Públicos de Iraníes Estadounidenses, encontró que la mitad de los iraníes estadounidenses encuestados consideran que la política exterior es lo más importante a la hora de votar. Este es un aumento significativo de la cuarta parte de los estadounidenses iraníes que informaron de problemas de política exterior, como la relación entre Irán y Estados Unidos, como importantes en 2008.
Del mismo modo, la encuesta de 2019 también sugiere que el 75% de los encuestados iraníes estadounidenses perciben negativamente la política exterior hacia Irán de la Administración Trump. En 2017, la administración Trump impuso estrictas restricciones de viaje a los viajes a Estados Unidos desde varios países, incluido Irán. La encuesta indica que esta prohibición de viajar instituida por la administración Trump en 2017, recibió la oposición del 76% de los encuestados. Por el contrario, solo el 16% de los encuestados apoyó la prohibición. La encuesta indica que el 70% de los encuestados se han visto afectados personalmente por la prohibición de viajar, o han tenido familiares y amigos afectados por la prohibición.
De 1980 a 2004, más de uno de cada cuatro inmigrantes iraníes fue un refugiado o asilado. La encuesta PAAIA/Zogby cita que casi tres cuartas partes de los iraní-estadounidenses creen que la promoción de los derechos humanos y la democracia en Irán es el tema más importante relacionado con las relaciones entre Irán y Estados Unidos. Aproximadamente el mismo porcentaje, sin embargo, cree que la diplomacia es el enfoque de política exterior hacia Irán que estaría en el mejor interés de Estados Unidos. El 84% apoya el establecimiento de una Sección de Intereses de Estados Unidos en Irán. Casi todos los estadounidenses iraníes encuestados se oponen a cualquier ataque militar estadounidense contra Irán.

## Vínculos con Irán
Según una encuesta realizada en 2009, más de seis de cada diez estadounidenses iraníes tienen familiares directos en Irán, y casi tres de cada diez se comunican con sus familiares o amigos en Irán al menos varias veces a la semana. Cuatro de cada diez más se comunican con sus familiares o amigos en Irán al menos varias veces al mes. Este estudio indica una relación inusualmente estrecha entre iraníes-estadounidenses e iraníes.
En la encuesta PAAIA actualizada de 2019, el 15% de los encuestados iraníes estadounidenses informaron que se contactaban con amigos y familiares en Irán diariamente, mientras que el 26% de los encuestados se comunicaba con familiares en Irán varias veces a la semana. Además, el 26% de los encuestados iraníes estadounidenses se comunicaron con familiares y amigos en Irán varias veces al mes, y el 14% se comunicó con familiares en Irán varias veces al año. La encuesta también indicó que el 74% de los encuestados iraníes estadounidenses preferían ponerse en contacto con sus familiares en Irán a través de llamadas telefónicas, pero la comunicación a través de aplicaciones de comunicaciones móviles y servicios de Internet había aumentado al 69% y 66% respectivamente.
A partir de 2013, las leyes de los Estados Unidos requieren que los ciudadanos de los Estados Unidos obtengan una licencia de la Oficina de Control de Activos Extranjeros (OFAC) de los Estados Unidos Para participar en transacciones relacionadas con la venta de su propiedad personal en Irán. Del mismo modo, las personas estadounidenses necesitarán una licencia de la OFAC para abrir una cuenta bancaria o transferir dinero a Irán.

### Viajar a Irán
El gobierno de los Estados Unidos no tiene relaciones diplomáticas o consulares con la República Islámica de Irán y, por lo tanto, no puede brindar protección o servicios consulares de rutina a los ciudadanos estadounidenses en Irán. El gobierno suizo, actuando a través de su embajada en Teherán, actúa como poder protector de los intereses estadounidenses en Irán. El gobierno iraní no reconoce la doble ciudadanía y no permitirá que los suizos brinden servicios de protección a los ciudadanos estadounidenses que también son ciudadanos iraníes. Las autoridades iraníes toman la determinación de la ciudadanía iraní de una persona con doble nacionalidad sin tener en cuenta los deseos personales. En 2016, el Departamento de Estado de EE. UU. Advirtió a los ciudadanos estadounidenses sobre los riesgos de viajar a Irán. En algunos casos, los extranjeros, en particular los nacionales con doble nacionalidad de Irán y países occidentales, incluido Estados Unidos, han sido detenidos o se les ha impedido salir de Irán.

## Discriminación
Según la Alianza de Asuntos Públicos de los estadounidenses iraníes, casi la mitad de los estadounidenses iraníes encuestados en 2008 por Zogby International han experimentado o conocen personalmente a los estadounidenses iraníes que han sufrido discriminación debido a su origen étnico, religión o país de origen. Los tipos más comunes de discriminación denunciados son el control de seguridad del aeropuerto , la discriminación social , la discriminación por perfil racial, la discriminación laboral o empresarial y la discriminación a manos de los funcionarios de inmigración.
Los medios, el gobierno y el público han confundido a los iraníes con árabes. Los iraníes son conocidos por su gran orgullo por la cultura y el idioma persa y, según el Registro del Condado de Orange, "nada molesta más a los iraníes-estadounidenses que ser confundidos con árabes".
En 2009, Martin Kramer, profesor de Harvard, advirtió sobre los peligros de permitir que los estadounidenses iraníes se acercaran demasiado al poder durante la conferencia del Comité de Asuntos Públicos de Israel Estadounidense (AIPAC) de
En 2009, Merrill Lynch & Co. acordó pagar 1,55 millones de dólares para resolver una demanda del gobierno de Estados Unidos que acusaba al banco de discriminar a un empleado estadounidense iraní. El gobierno acusó a la firma de negarse a promover y luego despedir a este empleado por su origen nacional y religión.
El 8 de septiembre de 2015, el estadounidense iraní Shayan Mazroei, de 22 años, fue asesinado a puñaladas por el supremacista blanco Craig Tanber. Mazroei, quien residía en Laguna Niguel, era un exitoso hombre de negocios que operaba su propio concesionario de autos en Santa Ana. En la noche del 8 de septiembre de 2015, Mazroei comenzó a hablar sobre su madre visitando Irán con su novia en un restaurante hasta que Elizabeth Anne Thornburg escupió a Mazroei gritando insultos raciales. Tanber, quien luego sería sentenciado a cadena perpetua, luego procedió a apuñalar a Mazroei resultando en su muerte.
En 2017, en el suburbio de Olathe en Kansas City, Adam Purinton disparó y mató a dos indios pensando que eran de ascendencia iraní. Mientras los asesinaba, Puriton gritó "Fuera de mi país".
En 2018, mientras estaba en la televisión nacional, teniendo una discusión sobre la realización de una prueba de ADN, el senador Lindsey Graham comentó que sería "terrible" si descubriera que tenía herencia iraní. La declaración de Graham indignó a muchos iraníes estadounidenses de alto perfil, incluidos Omid Kordestani (presidente de Twitter), Ali Partovi y Hadi Partovi (directores ejecutivos de Code.org), Pejman Nozad y la británica iraní Christiane Amanpour.
En 2020, la Patrulla Fronteriza de los Estados Unidos instituyó una detención a gran escala de estadounidenses iraníes en la frontera canadiense sin una causa probable. Mientras regresaban a los Estados Unidos desde Canadá, los estadounidenses de ascendencia iraní fueron detenidos por agentes fronterizos. Más de 60 estadounidenses de ascendencia iraní fueron detenidos e interrogados en la frontera canadiense. El incidente tuvo lugar durante una época de intensas tensiones entre Irán y Estados Unidos.

## Otras lecturas
- Ansari, Maboud. La formación de la comunidad iraní en América (Pardis, 1992).
- Kelley, Ron, ed. Irangeles: iraníes en Los Ángeles (U of California Press, 1993).
- "Americanos iraníes". Gale Encyclopedia of Multicultural America, editado por Thomas Riggs, (3a ed., Vol. 2, Gale, 2014), págs. 433–443. En línea
- Maghbouleh, Neda (2017). Los límites de la blancura: estadounidenses iraníes y la política cotidiana de la raza . Stanford, CA: Prensa de la Universidad de Stanford.